# Mondújar
Mondújar es una localidad española perteneciente al municipio de Lecrín, en la provincia de Granada, comunidad autónoma de Andalucía. Cerca de esta localidad se encuentran los núcleos de Talará, Murchas, Chite, Melegís, Peloteos, Restábal y Saleres.

## Situación
Mondújar está situada junto a la autovía A-44, en la ladera suroccidental de Sierra Nevada. Era famosa ya en el reino nazarí por su castillo, donde se detuvo el rey Boabdil en su salida hacia Las Alpujarras después de entregar las llaves del Reino de Granada a los Reyes Católicos.
En 2024 la localidad tenía 631 habitantes, repartidos entre el barrio de la iglesia, más antiguo, y el barrio nuevo.
Está enclavada a 738 m de altitud, poco menos que Talará. Mondújar dista 30 km de la ciudad de Granada.